# Myrceugenia
Myrceugenia là một chi cây thường xanh, thân gỗ, có hoa thuộc họ sim Myrtaceae, được mô tả lần đầu tiên như một chi vào năm 1855. Chúng có xuất xứ từ Nam Mỹ, từ miền trung Brasil đến miền nam Chile. Chi này có quan hệ gần gũi với chi Luma; một số nhà thực vật học xếp Myrceugenia hẳn vào chi đó.
Hai loài trong chi này là loài đặc hữu của quần đảo Juan Fernández ở Thái Bình Dương phía tây bờ biển Chile. Myrceunia fernandeziana là loài đặc hữu của Đảo Robinson Crusoe và M. schulzei đến Đảo Alejandro Selkirk, nơi chúng là loài cây nổi bật ở vùng đất thấp và rừng miền núi thấp của các hòn đảo.

## Một số loài tiêu biểu
- Myrceugenia acutiflora – S. Brazil
- Myrceugenia alpigena – Brazil
- Myrceugenia bocaiuvensis – Paraná
- Myrceugenia bracteosa – S. Brazil
- Myrceugenia brevipedicellata – Minas Gerais, São Paulo
- Myrceugenia × bridgesii''Myrceugenia'' × ''bridgesii'' – C. Chile
- Myrceugenia camargoana – Rio Grande do Sul
- Myrceugenia campestris – S. Brazil
- Myrceugenia chrysocarpa – S. Chile, S. Argentina
- Myrceugenia colchaguensis – C. Chile
- Myrceugenia correifolia – C. Chile
- Myrceugenia cucullata  – S. Brazil
- Myrceugenia decussata – São Paulo
- Myrceugenia × diemii – C. Chile, S. Argentina
- Myrceugenia euosma – S. Brazil, Paraguay, Uruguay, Misiones
- Myrceugenia exsucca – C. – S. Chile, S. Argentina
- Myrceugenia fernandeziana – Robinson Crusoe Island
- Myrceugenia foveolata – S. Brazil
- Myrceugenia franciscensis – São Paulo, Paraná
- Myrceugenia gertii – S. Brazil
- Myrceugenia glaucescens – Brazil, Paraguay, Uruguay, NE Argentina
- Myrceugenia hamoniana – Santa Catarina
- Myrceugenia hatschbachii – Paraná
- Myrceugenia hoehnei –  São Paulo, Santa Catarina
- Myrceugenia kleinii  –  São Paulo, Santa Catarina
- Myrceugenia lanceolata – C. Chile
- Myrceugenia leptospermoides – C. Chile
- Myrceugenia mesomischa – Rio Grande do Sul
- Myrceugenia miersiana – S. + E. Brazil
- Myrceugenia myrcioides – S. + E. Brazil
- Myrceugenia myrtoides – S. Brazil, Uruguay
- Myrceugenia obtusa – C. Chile
- Myrceugenia ovalifolia – São Paulo, Paraná
- Myrceugenia ovata – S. + SE Brazil, S. Argentina, C. + S. Chile
- Myrceugenia oxysepala  – S. Brazil
- Myrceugenia parvifolia – C. +
- Myrceugenia pilotantha – S. Brazil
- Myrceugenia pinifolia – C. Chile
- Myrceugenia planipes – S. Chile, Neuquén
- Myrceugenia reitzii – S. Brazil
- Myrceugenia rufa – C. Chile
- Myrceugenia rufescens – S. Brazil
- Myrceugenia schulzei – Alejandro Selkirk Island
- Myrceugenia scutellata S. Brazil
- Myrceugenia seriatoramosa – SE Brazil
- Myrceugenia venosa – Santa Catarina